# Llista de monuments de Cadaqués
Llista de monuments de Cadaqués inclosos en l'Inventari del Patrimoni Arquitectònic Català per al municipi de Cadaqués (Alt Empordà). Inclou els inscrits en el Registre de Béns Culturals d'Interès Nacional (BCIN) amb la classificació de monuments històrics i els Béns Culturals d'Interès Local (BCIL) de caràcter arquitectònic.
| Monument                                                                        | Protecció       | Estil/època                                                    | Localització                                                                 | Coordenades                                          | Codi?         | Imatge |
| ------------------------------------------------------------------------------- | --------------- | -------------------------------------------------------------- | ---------------------------------------------------------------------------- | ---------------------------------------------------- | ------------- | --- |
| Castell de Cadaqués, Torre de sa fusta des Baluard, Es Baluard, Casa de la Vila | BCIN 568-MH     | Obra popular XIII, XX                                          | Cadaqués C. d'en Silvi Rahola, 2                                             | 42° 17′ 15″ N, 3° 16′ 38″ E / 42.287494°N,3.277214°E | RI-51-0005822 | Castell de Cadaqués · Vegeu més fotos d'aquest monument · Carregueu una nova foto d'aquest monument                             |
| Castell de Sant Jaume o de les Creus                                            | BCIN 569-MH     | Obra popular XVII, XIX Inici                                   | Cadaqués Turó de les Creus o de Sant Jaume                                   | 42° 17′ 25″ N, 3° 16′ 51″ E / 42.29029°N,3.280716°E  | RI-51-0005823 | Castell de Sant Jaume (Cadaqués) · Vegeu més fotos d'aquest monument · Carregueu una nova foto d'aquest monument                |
| Conjunt històric de Cadaqués                                                    | BCIN 1939-CH-EN | Gòtic, barroc Medieval                                         | Cadaqués                                                                     | 42° 17′ 15″ N, 3° 16′ 33″ E / 42.287529°N,3.275843°E | RI-53-0000485 | Conjunt històric de Cadaqués · Vegeu més fotos d'aquest monument · Carregueu una nova foto d'aquest monument                    |
| Casa Salvador Dalí de Portlligat                                                | BCIN 1949-MH-EN | Obra popular XX Inici                                          | Cadaqués Portlligat                                                          | 42° 17′ 36″ N, 3° 17′ 10″ E / 42.293216°N,3.28606°E  | RI-51-0009157 | Casa Salvador Dalí de Portlligat (Cadaqués) · Vegeu més fotos d'aquest monument · Carregueu una nova foto d'aquest monument     |
| Es Portal, Portal de Mar de la Muralla                                          |                 | Obra popular Medieval                                          | Cadaqués Platja des Portal                                                   | 42° 17′ 15″ N, 3° 16′ 32″ E / 42.287430°N,3.275670°E | IPA-17940     | Es Portal (Cadaqués) · Vegeu més fotos d'aquest monument · Carregueu una nova foto d'aquest monument                            |
| Oratori de Sant Pius V, o Sant Piu Quint                                        | BCIL 2022       | Barroc, obra popular XVIII                                     | Cadaqués Platja de Sant Pius V - riera de Sant Pius                          | 42° 16′ 44″ N, 3° 16′ 32″ E / 42.278982°N,3.275669°E | IPA-17941     | Oratori de Sant Pius V (Cadaqués) · Vegeu més fotos d'aquest monument · Carregueu una nova foto d'aquest monument               |
| Molí de Portlligat, Molí d'en Gay                                               |                 | Obra popular XVIII, XX Final                                   | Cadaqués Camí dels Caials                                                    | 42° 17′ 25″ N, 3° 17′ 18″ E / 42.290256°N,3.288388°E | IPA-17942     | Molí de Portlligat (Cadaqués) · Vegeu més fotos d'aquest monument · Carregueu una nova foto d'aquest monument                   |
| Caserna del cap de Creus                                                        |                 | Eclecticisme XX Inici                                          | Cadaqués Paratge de cap de Creus                                             | 42° 19′ 08″ N, 3° 18′ 53″ E / 42.318914°N,3.314793°E | IPA-17943     | Caserna del cap de Creus (Cadaqués) · Vegeu més fotos d'aquest monument · Carregueu una nova foto d'aquest monument             |
| Ermita de Sant Baldiri, Ermita de Sant Abdó i Sant Senén                        |                 | Obra popular XVIII                                             | Cadaqués Camí de Cadaqués a Portlligat                                       | 42° 17′ 31″ N, 3° 17′ 02″ E / 42.292080°N,3.283999°E | IPA-17944     | Ermita de Sant Baldiri (Cadaqués) · Vegeu més fotos d'aquest monument · Carregueu una nova foto d'aquest monument               |
| Església parroquial de Santa Maria, Església de Santa Maria de Cadaqués         |                 | Gòtic tardà, barroc XVII, XVIII                                | Cadaqués Pl. de l'Església - c. Guillem Bruguera, 20                         | 42° 17′ 17″ N, 3° 16′ 33″ E / 42.288163°N,3.275757°E | IPA-17945     | Església parroquial de Santa Maria (Cadaqués) · Vegeu més fotos d'aquest monument · Carregueu una nova foto d'aquest monument   |
| Cementiri de Cadaqués                                                           |                 | Obra popular XIX Final                                         | Cadaqués Portlligat - Sant Baldiri                                           | 42° 17′ 31″ N, 3° 17′ 04″ E / 42.291822°N,3.284392°E | IPA-17946     | Cementiri de Cadaqués · Vegeu més fotos d'aquest monument · Carregueu una nova foto d'aquest monument                           |
| Casa Serinyana des Poal, casa Can Juanola, Son Terranus                         |                 | Modernisme Salvador Sellés i Baró XX Inici                     | Cadaqués Riba des Poal - c. des Poal, 1                                      | 42° 17′ 20″ N, 3° 16′ 50″ E / 42.288823°N,3.280667°E | IPA-17949     | Casa Serinyana des Poal (Cadaqués) · Vegeu més fotos d'aquest monument · Carregueu una nova foto d'aquest monument              |
| Casa des Portal, Casa Verdonces                                                 |                 | Obra popular, modernisme Salvador Sellés i Baró XX (1910-1920) | Cadaqués C. del Doctor Callís, 9                                             | 42° 17′ 17″ N, 3° 16′ 37″ E / 42.288130°N,3.276874°E | IPA-17950     | Casa des Portal (Cadaqués) · Vegeu més fotos d'aquest monument · Carregueu una nova foto d'aquest monument                      |
| Casa Dalmau, l'Hostal                                                           |                 | Modernisme, obra popular XX (1910-1920)                        | Cadaqués Pg. del General Escofet o del Portitxó, 8                           | 42° 17′ 21″ N, 3° 16′ 42″ E / 42.289211°N,3.278407°E | IPA-17951     | Casa Dalmau (Cadaqués) · Vegeu més fotos d'aquest monument · Carregueu una nova foto d'aquest monument                          |
| Casino de la Societat l'Amistat, Societat Recreativa l'Amistat                  | BCIL 2019       | Neoclassicisme-romàntic XIX Inici                              | Cadaqués Pl. del Doctor Trèmols, 10 - c. del Cotxe, 1                        | 42° 17′ 19″ N, 3° 16′ 39″ E / 42.288669°N,3.277495°E | IPA-17952     | Casino l'Amistat (Cadaqués) · Vegeu més fotos d'aquest monument · Carregueu una nova foto d'aquest monument                     |
| Casa Rahola, casa Can Rahola, Casa Escofet Rahola                               |                 | Neoclassicisme-romàntic XIX Mitjan                             | Cadaqués Pl. Frederic Rahola o de ses Herbes, 3                              | 42° 17′ 21″ N, 3° 16′ 39″ E / 42.289240°N,3.277521°E | IPA-17953     | Casa Rahola (Cadaqués) · Vegeu més fotos d'aquest monument · Carregueu una nova foto d'aquest monument                          |
| Voltes des Podritxó                                                             |                 | Obra popular XVIII                                             | Cadaqués Pl. des Portitxó, 5-7                                               | 42° 17′ 21″ N, 3° 16′ 46″ E / 42.289128°N,3.279389°E | IPA-17954     | Voltes des Podritxó (Cadaqués) · Vegeu més fotos d'aquest monument · Carregueu una nova foto d'aquest monument                  |
| Far de cap de Creus, Torre de cap de Creus                                      |                 | Obra popular XIX                                               | Cadaqués Camí del Far, sobre la punta de l'Esquena, cap de Creus             | 42° 19′ 08″ N, 3° 18′ 57″ E / 42.318920°N,3.315873°E | IPA-17955     | Far de cap de Creus (Cadaqués) · Vegeu més fotos d'aquest monument · Carregueu una nova foto d'aquest monument                  |
| Far de Calanans, Far de cala Nans                                               |                 | Obra popular XIX Mitjan                                        | Cadaqués Punta de Calanans - puig de Simonets                                | 42° 16′ 15″ N, 3° 17′ 11″ E / 42.270868°N,3.286481°E | IPA-17956     | Far de Calanans (Cadaqués) · Vegeu més fotos d'aquest monument · Carregueu una nova foto d'aquest monument                      |
| Sa Barraca d'en Llimó                                                           |                 | Obra popular XIX                                               | Cadaqués Illa de s'Aranella                                                  | 42° 16′ 52″ N, 3° 17′ 33″ E / 42.280985°N,3.292372°E | IPA-17957     | Carregueu una nova foto d'aquest monument                                                                                       |
| Sa Barraca d'en Duran                                                           |                 | Obra popular XIX                                               | Cadaqués S'Aranella                                                          | 42° 16′ 57″ N, 3° 17′ 27″ E / 42.282421°N,3.290748°E | IPA-17958     | Sa Barraca d'en Duran (Cadaqués) · Vegeu més fotos d'aquest monument · Carregueu una nova foto d'aquest monument                |
| Barraca de Culip                                                                |                 | Obra popular XVIII                                             | Cadaqués Cala Culip                                                          | 42° 19′ 22″ N, 3° 18′ 24″ E / 42.322642°N,3.306650°E | IPA-17959     | Carregueu una nova foto d'aquest monument                                                                                       |
| El Corral d'en Morell                                                           |                 | Obra popular XVIII                                             | Cadaqués C. del Cap de Creus, entre Portlligat i el Jonquet                  | 42° 17′ 55″ N, 3° 17′ 04″ E / 42.298738°N,3.284545°E | IPA-17960     | El Corral d'en Morell (Cadaqués) · Vegeu més fotos d'aquest monument · Carregueu una nova foto d'aquest monument                |
| Mas Duran                                                                       |                 | Obra popular XVII, XX                                          | Cadaqués Clot de sa Devesa, pel camí de la Birba                             | 42° 18′ 09″ N, 3° 16′ 25″ E / 42.302440°N,3.273503°E | IPA-17967     | Carregueu una nova foto d'aquest monument                                                                                       |
| Mas Rabassers de Baix                                                           |                 | Obra popular XVII                                              | Cadaqués Paratge dels Rabassers                                              | 42° 19′ 06″ N, 3° 17′ 11″ E / 42.318267°N,3.286336°E | IPA-17968     | Carregueu una nova foto d'aquest monument                                                                                       |
| Creu del cementiri de Cadaqués, creu de terme                                   |                 | Barroc XVII, XIX                                               | Cadaqués A l'interior del cementiri                                          | 42° 17′ 31″ N, 3° 17′ 04″ E / 42.291849°N,3.284320°E | IPA-17974     | Creu del cementiri de Cadaqués (Cadaqués) · Vegeu més fotos d'aquest monument · Carregueu una nova foto d'aquest monument       |
| Norai d'en Tits, es Piló d'en Tits                                              |                 | Obra popular XVIII                                             | Cadaqués Es Bau de sa Policorna, enfora des Pianc                            | 42° 17′ 13″ N, 3° 16′ 54″ E / 42.286871°N,3.281617°E | IPA-17975     | Norai d'en Tits (Cadaqués) · Vegeu més fotos d'aquest monument · Carregueu una nova foto d'aquest monument                      |
| Norai des Pianc, es Piló des Pianc                                              |                 | Obra popular XVIII                                             | Cadaqués A l'extrem de migdia des Pianc, enfront del pont d'en Rahola        | 42° 17′ 15″ N, 3° 16′ 53″ E / 42.287407°N,3.281464°E | IPA-17976     | Norai des Pianc (Cadaqués) · Vegeu més fotos d'aquest monument · Carregueu una nova foto d'aquest monument                      |
| Norai des Podritxo o de sa Platja, es Piló des Podritxo                         |                 | Obra popular XVIII                                             | Cadaqués A la riba des Poal enfront platja des Podritxo                      | 42° 17′ 20″ N, 3° 16′ 46″ E / 42.288808°N,3.279415°E | IPA-17977     | Norai des Podritxo (Cadaqués) · Vegeu més fotos d'aquest monument · Carregueu una nova foto d'aquest monument                   |
| Panteó de la família Serinyana                                                  |                 | Eclecticisme XIX Final                                         | Cadaqués Cementiri de Cadaqués                                               | 42° 17′ 31″ N, 3° 17′ 03″ E / 42.291854°N,3.284189°E | IPA-17986     | Panteó de la família Serinyana (Cadaqués) · Vegeu més fotos d'aquest monument · Carregueu una nova foto d'aquest monument       |
| Tomba de la família Rahola-Serinyana                                            |                 | Modernisme Josep Llimona XX Inici                              | Cadaqués Cementiri de Cadaqués                                               | 42° 17′ 31″ N, 3° 17′ 03″ E / 42.291854°N,3.284189°E | IPA-17987     | Tomba de la família Rahola-Serinyana (Cadaqués) · Vegeu més fotos d'aquest monument · Carregueu una nova foto d'aquest monument |
| El Pou d'en Martinet                                                            |                 | Obra popular XVIII                                             | Cadaqués Al clot del Dimoni, a tocar el rec dels Bucs                        | 42° 18′ 17″ N, 3° 16′ 36″ E / 42.304769°N,3.276719°E | IPA-17990     | Carregueu una nova foto d'aquest monument                                                                                       |
| Es Piló                                                                         |                 | Obra popular XVIII                                             | Cadaqués A la badia de Cadaqués                                              | 42° 16′ 53″ N, 3° 17′ 09″ E / 42.281515°N,3.285932°E | IPA-17991     | Es Piló (Cadaqués) · Vegeu més fotos d'aquest monument · Carregueu una nova foto d'aquest monument                              |
| Casa Senillosa                                                                  |                 | Darreres tendències XX Mitjan                                  | Cadaqués C. Guillem de Bruguera, 6                                           | 42° 17′ 16″ N, 3° 16′ 34″ E / 42.287776°N,3.275996°E | IPA-17992     | Casa Senillosa (Cadaqués) · Vegeu més fotos d'aquest monument · Carregueu una nova foto d'aquest monument                       |
| Casa Julià                                                                      |                 | Darreres tendències XX Mitjan                                  | Cadaqués C. Verge de Montserrat, 30                                          | 42° 17′ 16″ N, 3° 16′ 22″ E / 42.287802°N,3.272703°E | IPA-17993     | Carregueu una nova foto d'aquest monument                                                                                       |
| Casa de cala Guillola                                                           |                 | Darreres tendències XX Final                                   | Cadaqués Cala Guillola                                                       | 42° 18′ 32″ N, 3° 17′ 30″ E / 42.308934°N,3.291589°E | IPA-17994     | Casa de cala Guillola (Cadaqués) · Vegeu més fotos d'aquest monument · Carregueu una nova foto d'aquest monument                |
| Casa Romeu, Casa Rumeu                                                          |                 | Darreres tendències XX Mitjan                                  | Cadaqués C. ses Oliveres, 11                                                 | 42° 17′ 17″ N, 3° 17′ 02″ E / 42.288126°N,3.283900°E | IPA-17995     | Casa Romeu (Cadaqués) · Vegeu més fotos d'aquest monument · Carregueu una nova foto d'aquest monument                           |
| Casa Robau                                                                      |                 | Darreres tendències XX                                         | Cadaqués Camí de Jóncols a Cadaqués, cala Jóncols                            | 42° 15′ 11″ N, 3° 15′ 22″ E / 42.253117°N,3.256217°E | IPA-17996     | Carregueu una nova foto d'aquest monument                                                                                       |
| Casa Serinyana, Casa Blaua                                                      |                 | Modernisme Salvador Sellés i Baró XX (1910-1915)               | Cadaqués Pl. des Portitxó, 11                                                | 42° 17′ 21″ N, 3° 16′ 47″ E / 42.289100°N,3.279828°E | IPA-17997     | Casa Serinyana (Cadaqués) · Vegeu més fotos d'aquest monument · Carregueu una nova foto d'aquest monument                       |
| Casa Pont                                                                       |                 | Modernisme Salvador Sellés i Baró XX (1910)                    | Cadaqués Pg. del General Escofet, o del Portitxó, 6                          | 42° 17′ 21″ N, 3° 16′ 41″ E / 42.289302°N,3.278149°E | IPA-17998     | Casa Pont (Cadaqués) · Vegeu més fotos d'aquest monument · Carregueu una nova foto d'aquest monument                            |
| Escoles Nacionals, Escoles de Nenes i habitatge, Escoles Municipals             |                 | Noucentisme XX Inici                                           | Cadaqués C. Sol de l'Engirol                                                 | 42° 17′ 26″ N, 3° 16′ 36″ E / 42.290485°N,3.276735°E | IPA-37638     | Escoles Nacionals (Cadaqués) · Vegeu més fotos d'aquest monument · Carregueu una nova foto d'aquest monument                    |
| Casa Pitxot                                                                     |                 | Obra popular XX Inici                                          | Cadaqués C. Platja de sa Conca, 10                                           | 42° 16′ 53″ N, 3° 16′ 41″ E / 42.281498°N,3.278060°E | IPA-37639     | Casa Pitxot (Cadaqués) · Vegeu més fotos d'aquest monument · Carregueu una nova foto d'aquest monument                          |
| Edifici El Colom, Casa Colom, Bosc dels Coloms                                  |                 | Eclecticisme, modernisme XX                                    | Cadaqués Av. Víctor Rahola, 11                                               | 42° 17′ 11″ N, 3° 17′ 03″ E / 42.286257°N,3.284061°E | IPA-37640     | Edifici El Colom (Cadaqués) · Vegeu més fotos d'aquest monument · Carregueu una nova foto d'aquest monument                     |
| Antiga Fàbrica d'Anxoves                                                        |                 | Obra popular XIX                                               | Cadaqués C. Hort d'en Sanés, 7                                               | 42° 17′ 21″ N, 3° 16′ 53″ E / 42.289290°N,3.281285°E | IPA-37641     | Antiga Fàbrica d'Anxoves (Cadaqués) · Vegeu més fotos d'aquest monument · Carregueu una nova foto d'aquest monument             |
| Casa Surroca, Casa punta Pampà                                                  |                 | Darreres tendències XX                                         | Cadaqués C. del Doctor Bartumeus, 1, urb. la Gavina                          | 42° 17′ 09″ N, 3° 16′ 35″ E / 42.285807°N,3.276357°E | IPA-37660     | Casa Surroca (Cadaqués) · Vegeu més fotos d'aquest monument · Carregueu una nova foto d'aquest monument                         |
| Hospital Municipal, Antic Hospital                                              |                 | Obra popular XIV, XVII                                         | Cadaqués C. Guillem de Bruguera                                              | 42° 17′ 17″ N, 3° 16′ 30″ E / 42.287945°N,3.275099°E | IPA-37661     | Antic Hospital Municipal (Cadaqués) · Vegeu més fotos d'aquest monument · Carregueu una nova foto d'aquest monument             |
| Casa al carrer des Vigilant, 6                                                  |                 | Eclecticisme XIX Final                                         | Cadaqués C. des Vigilant, 6                                                  | 42° 17′ 20″ N, 3° 16′ 36″ E / 42.288887°N,3.276631°E | IPA-37662     | Casa al carrer des Vigilant, 6 (Cadaqués) · Vegeu més fotos d'aquest monument · Carregueu una nova foto d'aquest monument       |
| Antiga farmàcia                                                                 |                 | Neoclassicisme-romàntic XVIII                                  | Cadaqués Pl. des Poal, 3                                                     | 42° 17′ 20″ N, 3° 16′ 52″ E / 42.288899°N,3.281089°E | IPA-37663     | Antiga farmàcia (Cadaqués) · Vegeu més fotos d'aquest monument · Carregueu una nova foto d'aquest monument                      |
| Casa a la riba des Pianc, 13                                                    |                 | Obra popular XIX                                               | Cadaqués Riba des Pianc, 13                                                  | 42° 17′ 15″ N, 3° 16′ 54″ E / 42.287411°N,3.281762°E | IPA-37762     | Casa a la riba des Pianc, 13 (Cadaqués) · Vegeu més fotos d'aquest monument · Carregueu una nova foto d'aquest monument         |
| Casa Baccheli, Casa Fasquelle                                                   |                 | Darreres tendències XX Final                                   | Cadaqués Camí des Cau de sa Guineu, 20                                       | 42° 17′ 42″ N, 3° 17′ 26″ E / 42.294862°N,3.290459°E | IPA-37769     | Casa Baccheli (Cadaqués) · Vegeu més fotos d'aquest monument · Carregueu una nova foto d'aquest monument                        |
| Casa Gasch                                                                      |                 | Darreres tendències XX                                         | Cadaqués Av. del paratge de s'Alqueria, punta d'en Noves, puig de sa Guineu. | 42° 17′ 41″ N, 3° 17′ 22″ E / 42.294793°N,3.289385°E | IPA-37770     | Carregueu una nova foto d'aquest monument                                                                                       |
| Torre sobre la cala Ros                                                         |                 | Obra popular XX                                                | Cadaqués Av. Víctor Rahola, 13                                               | 42° 17′ 09″ N, 3° 17′ 04″ E / 42.285803°N,3.284553°E | IPA-37771     | Torre sobre la cala Ros (Cadaqués) · Vegeu més fotos d'aquest monument · Carregueu una nova foto d'aquest monument              |
| Mas d'en Baltre                                                                 |                 | Obra popular XVIII                                             | Cadaqués Camí de sa Planassa - crta. de Cadaqués a Jóncols                   | 42° 16′ 23″ N, 3° 15′ 56″ E / 42.273150°N,3.265597°E | IPA-37772     | Mas d'en Baltre (Cadaqués) · Vegeu més fotos d'aquest monument · Carregueu una nova foto d'aquest monument                      |
| Ermita de Sant Sebastià de Pení                                                 |                 | Obra popular XVII                                              | Cadaqués Camí vell de Sant Sebastià, al puig Pení                            | 42° 16′ 36″ N, 3° 15′ 21″ E / 42.276626°N,3.255715°E | IPA-37773     | Ermita de Sant Sebastià de Pení (Cadaqués) · Vegeu més fotos d'aquest monument · Carregueu una nova foto d'aquest monument      |
| Can Salleras                                                                    |                 | Noucentisme XX Inici                                           | Cadaqués C. Dr. Bartomeus, 24                                                | 42° 17′ 05″ N, 3° 16′ 30″ E / 42.284745°N,3.275124°E | IPA-37790     | Can Salleras (Cadaqués) · Vegeu més fotos d'aquest monument · Carregueu una nova foto d'aquest monument                         |
| Front marítim de Cadaqués                                                       |                 | Neoclassicisme, modernisme XIII                                | Cadaqués Front Marítim                                                       | 42° 17′ 06″ N, 3° 16′ 31″ E / 42.284984°N,3.275325°E | IPA-37791     | Front marítim de Cadaqués · Vegeu més fotos d'aquest monument · Carregueu una nova foto d'aquest monument                       |
| Casa al carrer Eduard Marquina, 35                                              |                 | Obra popular XX (1940)                                         | Cadaqués C. Eduard Marquina, 35                                              | 42° 17′ 11″ N, 3° 16′ 35″ E / 42.286395°N,3.276253°E | IPA-37792     | Casa al carrer Eduard Marquina, 35 (Cadaqués) · Vegeu més fotos d'aquest monument · Carregueu una nova foto d'aquest monument   |
| Casa al carrer Eduard Marquina, 25                                              |                 | Obra popular XX (1950)                                         | Cadaqués C. Eduard Marquina, 25                                              | 42° 17′ 12″ N, 3° 16′ 34″ E / 42.286657°N,3.276145°E | IPA-37793     | Casa al carrer Eduard Marquina, 25 (Cadaqués) · Vegeu més fotos d'aquest monument · Carregueu una nova foto d'aquest monument   |
| Can Salisachs, Hotel del Mar                                                    |                 | Noucentisme XX (1921)                                          | Cadaqués C. Dr. Bartomeus, 29                                                | 42° 17′ 06″ N, 3° 16′ 32″ E / 42.284866°N,3.275683°E | IPA-37794     | Can Salisachs (Cadaqués) · Vegeu més fotos d'aquest monument · Carregueu una nova foto d'aquest monument                        |
| Ses Voltes de Port Alguer o Portdoguer                                          |                 | Obra popular XVII                                              | Cadaqués C. Eduard Marquina, 13-15                                           | 42° 17′ 13″ N, 3° 16′ 34″ E / 42.286932°N,3.276056°E | IPA-37795     | Ses Voltes de Port Alguer (Cadaqués) · Vegeu més fotos d'aquest monument · Carregueu una nova foto d'aquest monument            |
| Casa Fradera                                                                    |                 | Darreres tendències, obra popular XVIII, XX (1970)             | Cadaqués C. Eduard Marquina, 11                                              | 42° 17′ 13″ N, 3° 16′ 33″ E / 42.287035°N,3.275953°E | IPA-37796     | Casa Fradera (Cadaqués) · Vegeu més fotos d'aquest monument · Carregueu una nova foto d'aquest monument                         |
| Casa Villavecchia                                                               |                 | Darreres tendències, obra popular XVIII, XX (1955)             | Cadaqués C. Eduard Marquina, 7                                               | 42° 17′ 14″ N, 3° 16′ 33″ E / 42.287108°N,3.275832°E | IPA-37797     | Casa Villavecchia (Cadaqués) · Vegeu més fotos d'aquest monument · Carregueu una nova foto d'aquest monument                    |
| Casa Turull                                                                     |                 | Modernisme XX (1910)                                           | Cadaqués Pl. del Dr. Pont, 7                                                 | 42° 17′ 15″ N, 3° 16′ 32″ E / 42.287397°N,3.275572°E | IPA-37798     | Casa Turull (Cadaqués) · Vegeu més fotos d'aquest monument · Carregueu una nova foto d'aquest monument                          |
| Can Puignau                                                                     |                 | Obra popular Medieval, XVII                                    | Cadaqués C. Santa Maria, 7                                                   | 42° 17′ 15″ N, 3° 16′ 35″ E / 42.287615°N,3.276368°E | IPA-37799     | Can Puignau (Cadaqués) · Vegeu més fotos d'aquest monument · Carregueu una nova foto d'aquest monument                          |
| Casa del Baró de la Roda                                                        |                 | Obra popular Medieval, XIX Final                               | Cadaqués C. Santa Maria, 5                                                   | 42° 17′ 15″ N, 3° 16′ 36″ E / 42.287534°N,3.276604°E | IPA-37800     | Casa del Baró de la Roda (Cadaqués) · Vegeu més fotos d'aquest monument · Carregueu una nova foto d'aquest monument             |
| Can Xirau                                                                       |                 | Obra popular Medieval, XVIII Mitjan                            | Cadaqués C. d'en Silvi Rahola, 1-3                                           | 42° 17′ 15″ N, 3° 16′ 36″ E / 42.287596°N,3.276805°E | IPA-37801     | Can Xirau (Cadaqués) · Vegeu més fotos d'aquest monument · Carregueu una nova foto d'aquest monument                            |
| Palau del Governador, la Rectoria                                               |                 | Obra popular Medieval, XVI, XX Inici                           | Cadaqués C. del Doctor Callís, 15                                            | 42° 17′ 17″ N, 3° 16′ 37″ E / 42.288060°N,3.276976°E | IPA-37802     | Palau del Governador (Cadaqués) · Vegeu més fotos d'aquest monument · Carregueu una nova foto d'aquest monument                 |
| Casa Staempfli                                                                  |                 | Darreres tendències, obra popular XVIII, XX (1960)             | Cadaqués C. del Doctor Callís, 7                                             | 42° 17′ 18″ N, 3° 16′ 37″ E / 42.288244°N,3.277044°E | IPA-37803     | Casa Staempfli (Cadaqués) · Vegeu més fotos d'aquest monument · Carregueu una nova foto d'aquest monument                       |
| Casa Saderra                                                                    |                 | Obra popular XIX Inici                                         | Cadaqués C. Doctor Trèmols, 4                                                | 42° 17′ 19″ N, 3° 16′ 37″ E / 42.288505°N,3.276990°E | IPA-37804     | Casa Saderra (Cadaqués) · Vegeu més fotos d'aquest monument · Carregueu una nova foto d'aquest monument                         |
| Fonda Marina, Bar des Cantó                                                     |                 | Eclecticisme XIX Final                                         | Cadaqués Pl. Frederic Rahola o de ses Herbes, 1                              | 42° 17′ 21″ N, 3° 16′ 38″ E / 42.289131°N,3.277296°E | IPA-37805     | Fonda Marina (Cadaqués) · Vegeu més fotos d'aquest monument · Carregueu una nova foto d'aquest monument                         |
| Casa Josep Rahola                                                               |                 | Obra popular XIX Final                                         | Cadaqués Pl. Frederic Rahola o de ses Herbes, 2                              | 42° 17′ 21″ N, 3° 16′ 39″ E / 42.289148°N,3.277448°E | IPA-37806     | Casa Josep Rahola (Cadaqués) · Vegeu més fotos d'aquest monument · Carregueu una nova foto d'aquest monument                    |
| Casa Cànovas                                                                    |                 | Noucentisme XX Inici                                           | Cadaqués Pg.g del General Escofet, 10                                        | 42° 17′ 22″ N, 3° 16′ 43″ E / 42.289334°N,3.278723°E | IPA-37807     | Casa Cànovas (Cadaqués) · Vegeu més fotos d'aquest monument · Carregueu una nova foto d'aquest monument                         |
| Can Meliton                                                                     |                 | Noucentisme XIX Inici                                          | Cadaqués Pg. del General Escofet, 15 - pl. des Portitxó, 1                   | 42° 17′ 21″ N, 3° 16′ 44″ E / 42.289154°N,3.278867°E | IPA-37808     | Can Meliton (Cadaqués) · Vegeu més fotos d'aquest monument · Carregueu una nova foto d'aquest monument                          |
| Casa a la plaça des Portitxó, 2, edifici Banc Bilbao Vizcaia                    |                 | Obra popular XIX                                               | Cadaqués Pl. des Portitxó, 2                                                 | 42° 17′ 21″ N, 3° 16′ 44″ E / 42.289082°N,3.278928°E | IPA-37809     | Casa a la plaça des Portitxó, 2 (Cadaqués) · Vegeu més fotos d'aquest monument · Carregueu una nova foto d'aquest monument      |
| Can Zendrera                                                                    |                 | Obra popular XIX Final                                         | Cadaqués Pl. des Portitxó, 8                                                 | 42° 17′ 21″ N, 3° 16′ 47″ E / 42.289219°N,3.279656°E | IPA-37810     | Can Zendrera (Cadaqués) · Vegeu més fotos d'aquest monument · Carregueu una nova foto d'aquest monument                         |
| Apartaments des Pianc                                                           |                 | Darreres tendències XX (1964)                                  | Cadaqués C. des Pianc, 19-23                                                 | 42° 17′ 17″ N, 3° 16′ 53″ E / 42.287990°N,3.281500°E | IPA-37811     | Apartaments des Pianc (Cadaqués) · Vegeu més fotos d'aquest monument · Carregueu una nova foto d'aquest monument                |
| Casa Masó, Torre Marc Massó                                                     |                 | Obra popular XX (1950)                                         | Cadaqués Av. Víctor Rahola, 4                                                | 42° 17′ 13″ N, 3° 16′ 55″ E / 42.287034°N,3.281896°E | IPA-37812     | Casa Masó (Cadaqués) · Vegeu més fotos d'aquest monument · Carregueu una nova foto d'aquest monument                            |
| Barraca d'en Robés I                                                            |                 | Obra popular XVIII                                             | Cadaqués Camí de l'Aigua, al vessant nord de la sureda d'en Xirau            | 42° 17′ 27″ N, 3° 15′ 12″ E / 42.290834°N,3.253311°E | IPA-37816     | Carregueu una nova foto d'aquest monument                                                                                       |
| Barraca d'en Robés II                                                           |                 | Obra popular XVIII                                             | Cadaqués Camí de l'Aigua, al vessant nord de la sureda d'en Xirau            | 42° 17′ 31″ N, 3° 15′ 06″ E / 42.291883°N,3.251714°E | IPA-37817     | Carregueu una nova foto d'aquest monument                                                                                       |
| Oratori dels Dolors                                                             |                 | Obra popular XVII                                              | Cadaqués Crta. GI-614 de Roses a Cadaqués, km 15, riera de Sant Vicenç       | 42° 17′ 29″ N, 3° 15′ 54″ E / 42.291497°N,3.265107°E | IPA-37821     | Carregueu una nova foto d'aquest monument                                                                                       |
| Mas de la Sala                                                                  |                 | Obra popular XVII                                              | Cadaqués                                                                     | 42° 15′ 49″ N, 3° 16′ 09″ E / 42.263649°N,3.269164°E | IPA-37822     | Mas de la Sala (Cadaqués) · Vegeu més fotos d'aquest monument · Carregueu una nova foto d'aquest monument                       |
| Casa Costa, Can Costa                                                           |                 | Modernisme XX Inici                                            | Cadaqués C. Dr. Bartomeus, 38                                                | 42° 17′ 00″ N, 3° 16′ 32″ E / 42.283357°N,3.275579°E | IPA-37823     | Casa Costa (Cadaqués) · Vegeu més fotos d'aquest monument · Carregueu una nova foto d'aquest monument                           |
| Casa de la Palmera                                                              |                 | Obra popular XVIII Mitjan, XX Mitjan                           | Cadaqués C. del Doctor Bartomeus, 13                                         | 42° 17′ 07″ N, 3° 16′ 33″ E / 42.285397°N,3.275831°E | IPA-37830     | Casa de la Palmera (Cadaqués) · Vegeu més fotos d'aquest monument · Carregueu una nova foto d'aquest monument                   |
| Casa de l'Esperança Rahola                                                      |                 | Noucentisme XX Inici                                           | Cadaqués C. Eduard Marquina, 41                                              | 42° 17′ 10″ N, 3° 16′ 35″ E / 42.286111°N,3.276380°E | IPA-37831     | Casa de l'Esperança Rahola (Cadaqués) · Vegeu més fotos d'aquest monument · Carregueu una nova foto d'aquest monument           |
| Casa Bombelli                                                                   |                 | Darreres tendències XX Mitjan                                  | Cadaqués C. Solitari, 12                                                     | 42° 17′ 18″ N, 3° 16′ 26″ E / 42.288238°N,3.273984°E | IPA-38310     | Casa Bombelli (Cadaqués) · Vegeu més fotos d'aquest monument · Carregueu una nova foto d'aquest monument                        |
| Estudi Mary Callery                                                             |                 | Darreres tendències XX Mitjan                                  | Cadaqués Placeta Marcel Duchamp, 1                                           | 42° 17′ 22″ N, 3° 16′ 46″ E / 42.289387°N,3.279469°E | IPA-38325     | Estudi Mary Callery (Cadaqués) · Vegeu més fotos d'aquest monument · Carregueu una nova foto d'aquest monument                  |
| Villa Gloria                                                                    |                 | Darreres tendències XX Mitjan                                  | Cadaqués C. Sant Pere, 5-7                                                   | 42° 17′ 19″ N, 3° 16′ 53″ E / 42.288612°N,3.281285°E | IPA-38326     | Villa Gloria (Cadaqués) · Vegeu més fotos d'aquest monument · Carregueu una nova foto d'aquest monument                         |
| Casa Apezteguía                                                                 |                 | Darreres tendències XX Final                                   | Cadaqués Av. Pérez del Pulgar, 2, platja de ses Oliveres                     | 42° 17′ 10″ N, 3° 17′ 12″ E / 42.286041°N,3.286707°E | IPA-38327     | Casa Apezteguía (Cadaqués) · Vegeu més fotos d'aquest monument · Carregueu una nova foto d'aquest monument                      |
| Casa Bordeaux Groult                                                            |                 | Darreres tendències XX Mitjan                                  | Cadaqués Paratge de s'Alqueria                                               | 42° 17′ 47″ N, 3° 17′ 27″ E / 42.296455°N,3.290812°E | IPA-38339     | Casa Bordeaux Groult (Cadaqués) · Vegeu més fotos d'aquest monument · Carregueu una nova foto d'aquest monument                 |
| Casa Mary Callery                                                               |                 | Darreres tendències XX Mitjan                                  | Cadaqués C. s'Embut, 8                                                       | 42° 17′ 21″ N, 3° 16′ 44″ E / 42.289280°N,3.278898°E | IPA-38345     | Casa Mary Callery (Cadaqués) · Vegeu més fotos d'aquest monument · Carregueu una nova foto d'aquest monument                    |
| Casa del Dr. Escofet                                                            |                 | Obra popular XIX, XVIII                                        | Cadaqués C. Roques, 2                                                        | 42° 17′ 22″ N, 3° 16′ 45″ E / 42.289370°N,3.279056°E | IPA-38768     | Casa del Dr. Escofet (Cadaqués) · Vegeu més fotos d'aquest monument · Carregueu una nova foto d'aquest monument                 |
| Casa al carrer des Poal, 16                                                     |                 | Obra popular XVIII                                             | Cadaqués C. des Poal, 16                                                     | 42° 17′ 21″ N, 3° 16′ 49″ E / 42.289061°N,3.280171°E | IPA-39143     | Casa al carrer des Poal, 16 (Cadaqués) · Vegeu més fotos d'aquest monument · Carregueu una nova foto d'aquest monument          |
| Casa al carrer des Cotxe, 2                                                     |                 | Obra popular XVIII                                             | Cadaqués C. des Cotxe, 2                                                     | 42° 17′ 20″ N, 3° 16′ 38″ E / 42.288757°N,3.277161°E | IPA-39428     | Casa al carrer des Cotxe, 2 (Cadaqués) · Vegeu més fotos d'aquest monument · Carregueu una nova foto d'aquest monument          |
| Edifici del Boia                                                                | BCIL 2016       | XX                                                             | Cadaqués Passeig, 17                                                         | 42° 17′ 19″ N, 3° 16′ 41″ E / 42.288647°N,3.278071°E | IPA-43610     | Edifici del Boia (Cadaqués) · Vegeu més fotos d'aquest monument · Carregueu una nova foto d'aquest monument                     |
| Forn de calç de la Cala Jugadora - Racó dels Barrilers                          |                 | Obra popular XVIII-XIX                                         | Cadaqués Cala Jugadora - Racó dels Barrilers                                 |                                                      | IPA-44912     | Carregueu una nova foto d'aquest monument                                                                                       |
| Casa Zariquiey, Xalet Pérez del Pulgar                                          |                 | Racionalisme XX                                                | Cadaqués Camí Ronda Ros i Pere Fet, 15                                       | 42° 17′ 03″ N, 3° 17′ 17″ E / 42.28412°N,3.28812°E   | IPA-46528     | Carregueu una nova foto d'aquest monument                                                                                       |
| Edifici del Marítim, Marítim Bar                                                | BCIL 2018       | Racionalisme XX                                                | Cadaqués Passeig, 16                                                         | 42° 17′ 20″ N, 3° 16′ 43″ E / 42.288786°N,3.278486°E | IPA-47859     | Edifici del Marítim (Cadaqués) · Vegeu més fotos d'aquest monument · Carregueu una nova foto d'aquest monument                  |